# Callogobius nigromarginatus
Callogobius nigromarginatus är en fiskart som beskrevs av Chen och Shao 2000. Callogobius nigromarginatus ingår i släktet Callogobius och familjen smörbultsfiskar. Inga underarter finns listade.